# Гангстер (фильм, 2007)
«Гангстер» (англ. American Gangster - рус. Американский Бандит) — американский биографический криминальный фильм 2007 года режиссёра Ридли Скотта. Мировая премьера состоялась 2 ноября 2007 года. Дата выхода в России — 13 декабря 2007 года.

## Сюжет
Основное действие фильма разворачивается с 1968 года до середины 1970-х годов. После смерти босса Фрэнк Лукас (Дензел Вашингтон), тихий водитель гарлемского преступного авторитета Бампи Джонсона (Кларенс Уильямс III), решает создать собственную криминальную империю. Его специализация — героин, который он ввозит напрямую из Юго-Восточной Азии во время войны во Вьетнаме. Лукас считает себя бизнесменом и конкурирует с другими группировками по всем правилам рыночной экономики, предлагая более качественный продукт по более низкой цене. Зарабатывая миллион долларов в день и придерживаясь однажды установленных для себя правил игры, он становится идолом для всего Гарлема, но по следам Фрэнка уже идёт Ричи Робертс (Рассел Кроу) — редкий для Нью-Йорка образец честного полицейского, ненавидимого коллегами.
В 1968 году Фрэнк Лукас работает на криминального авторитета Гарлема по имени Элсуэрт «Бампи» Джонсон. Гуляя по Гарлему, Бампи возмущается, что там много негативных на его счёт изменений. Они заходят в магазин бытовой техники, где Бампи выражает Фрэнку своё возмущение по поводу торговли без посредника. В этом же магазине Бампи умирает от сердечного приступа на руках у Фрэнка. На похоронах Бампи Фрэнка не считают за равного и не уважают, но у многих из присутствующих остались долги перед Бампи, и Фрэнк про них не забыл.
Принципиальный детектив полиции Ричи Робертс учится на юриста и планирует стать адвокатом. Разнося повестки со своим напарником, они получают наводку на букмекера, который нелегально занимается азартными играми. Он припарковывает машину на стоянке. Полицейские считают что в машине нелегальные лотерейные билеты и решают ждать. В конце концов они вскрывают машину, где в багажнике обнаруживают миллион долларов. Ричи сдаёт в полицейский участок найденные деньги, чем вызывает у своих коллег недоверие и презрение: «Копы убивают копов, которым не верят».
Покупая очередную партию наркотиков у итальянского мафиози, Лукас узнаёт, что полицейские наладили поставку героина через французский канал, разбавляют его и перепродают местным наркоторговцам, тем самым подмяв под себя весь бизнес. Фрэнк встречается с двумя знакомыми наркоманами, служившими ранее во Вьетнаме и интересуется своим кузеном Нэйтом, служившим там офицером и осевшим в Бангкоке.

К Фрэнку приходит один из авторитетов Гарлема — Танго и начинает качать права, требуя 20 % от прибыли. Но Фрэнк даёт понять, что платить не собирается.

Вскоре Фрэнк решает позвонить своему кузену Нэйту в Бангкок и договаривается о встрече. Берёт кредит на 400 000$, поделившись с менеджером. Он едет в Бангкок к Нэйту, который ведёт его к синдикату, производящему героин и договаривается о первой пробной партии в 100 кг без посредников. Налаживает поставку наркотиков в США в цинковых гробах вместе с возвращаемыми на родину останками павших солдат. В лаборатории его фасуют и начинают продавать товар «лучше, чем у конкурентов, по цене ниже, чем у конкурентов» под маркой «Блю Мэджик». Дела пошли в гору и Фрэнк перевозит семью из Северной Каролины в элитный район Нью-Йорка в большой особняк. Своих братьев он подключает к своему делу. На глазах у всех, в том числе и своих братьев, он убивает Танго за его долги. С помощью своих братьев Фрэнк выстраивает сеть торговых точек в Бруклине, Квинсе, Нью-Джерси и в Бронксе «от реки до реки».
Напарник Ричи крепко подсел на наркоту и попадает в переделку: пытаясь украсть очередную дозу, он убивает торговца. На выстрелы сбегаются жители коммуналки. Он звонит Ричи с просьбой о помощи. Ричи приезжает на место и разруливает ситуацию, но уже по дороге в машине скорой помощи понимает что, напарник — наркоман и даёт ему понять, что сдаст его. Напарник сбегает от Ричи. Вскоре его находят мёртвым — всему виной новый наркотик на улицах — «Блю Мэджик».
На пути становления главой, на одной из вечеринок Фрэнк знакомится с Мисс Пуэрто-Рико — Евой и влюбляется в неё. Позже он знакомит её со своей матерью и женится на ней.
Жена детектива Ричи подаёт на развод и собирается уезжать, в дальнейшем они будут видеться только в суде. Жена пытается увезти сына, так как считает, что окружение отца будет плохо влиять на него. Кроме того у Ричи есть старый друг, который имеет отношение к преступному миру. Позже, когда Ричи начинает угрожать опасность, к нему приходит понимание, что из-за него может пострадать семья. В суде он уступает жене, просит извинения у суда за потраченное время и уходит.
В полиции открывают спецотдел по борьбе с наркотиками, который будет подчиняться только шефу полиции и прокурору штата. Шеф полиции предлагает Ричи возглавлять отдел, и он соглашается. Ричи набирает себе в команду самых честных полицейских и снимает контору. Отдел начинает работу с улиц. Они выходят на одну из точек продаж. Берут под расчёт 20 000 долларов из казны и покупают на них партию «Блю-Мэджик», чтобы выйти на поставщика. Меченые деньги случайно попадают в руки специальных агентов, среди которых детектив Трупо. Трупо отдаёт Ричи его деньги, но при этом предупреждает, что бы тот не лез на его территорию. Ричи успешно сдаёт экзамен и становится лицензированным адвокатом.
Фрэнк встречается с итальянским авторитетом Домеником Каттано, договаривается на оптовую поставку товара по сниженной цене и распространение по всей стране, предлагая взамен свои связи и «покой».
8 марта 1971 года Фрэнк делает предложение Еве, а она в свою очередь дарит ему шубу из шиншиллы. В тот же день, в этой же шубе они с женой идут на бой Джо Фрейзера с Мохаммедом Али и садятся в первых рядах зрительского зала, где он попадает в поле зрения, как продажного детектива отдела специальных расследований Ника Трупо, так и детектива Ричи, который начинает собирать информацию на Лукаса.
После своей свадьбы с Евой их кортеж останавливает Трупо, и просит 10 000 долларов за спокойствие. В ответ на это Фрэнк на день благодарения присылает ему индейку в клетке и взрывает его любимый автомобиль «Шелби».
Фрэнк узнаёт, что один из авторитетов Гарлема, Ники Барнс, продаёт разбавленный товар под маркой «Блю-Мэджик». И он едет к нему в клуб и просит его сменить название. Между Ники и Фрэнком возникают разногласия. Недовольный Трупо ловит Фрэнка и его брата Хьюи Лукаса с небольшим остатком товара, который и забирает. При этом Лукас уже находится под наблюдением Ричи и его парней.
Ричи хорошо сел на хвост Фрэнку. Ему звонит его друг и просит о встрече, на которой просит его отстать от Фрэнка Лукаса, предлагая ему взамен дом в Аспене и даже намекая на угрозу. Естественно, Ричи отказывается от дома, не боясь угроз. Он понимает, что поставщиком «дури» в страну является Фрэнк Лукас, ставит его на первый план и принимает решение взять его. На Лукаса и его жену совершают покушение, при котором Фрэнк получает ранение в правую руку. Жена предлагает уехать подальше, но Фрэнк ни от кого бегать не собирается.
По этому поводу Ник Трупо приходит к Ричи и предлагает работать вместе по организации безопасности «дойной коровы» — Фрэнка Лукаса, но понимает, что ошибся. Ричи ему отвечает «В Нью-Джерси все сумасшедшие. Копы ловят бандитов».

27 января 1973 года объявляется перемирие во Вьетнаме. Это означает конец каналу Лукаса. Фрэнк звонит Нэйту и получает дурные вести. Фрэнк летит во Вьетнам и снова договаривается о новых партиях. В это время кузена Френка Джимми ловят на покушении на убийство и вербуют его. Вешают на него микрофон, благодаря чему получают важную информацию о планируемой поставке. Тем временем Трупо нелегально начинает обыск в доме Лукаса, избивает родных, убивает его собаку и под конурой пса находит свои «наградные».
Ричи Робертс получает ордер на обыск самолёта, на котором груз должен был быть доставлен в США, но ему не дают обыскать гробы с останками тел погибших американцев. По возвращении из Вьетнама Фрэнк намеревается убить Трупо, но его мать, понимая, что сын будет мстить за вторжение и надругательство над родными, запрещает ему это делать.
Ребята Ричи следят за перемещением гробов. Глубокой ночью за грузом приезжает фургон из химчистки Байона. В фургоне замечают бейсболиста Стиви Лукаса — племянника Фрэнка. В фургон загружают груз и он едет в сторону города. Ричи запрашивает ордер на задержание, и собирает людей для проведения операции. Операция по задержанию начинается уже под утро. Толпа полицейских поднимается на этаж и врывается в лабораторию. При задержании убивают Стиви и ловят Хьюи Лукаса. Остальных братьев вяжут на точках по всему городу. Самого Фрэнка берут в тот момент, когда он выходит из церкви с матерью. Фрэнк предлагает Робертсу взятку, но Ричи отказывается и предлагает сотрудничество. У Фрэнка свои счёты с полицией, и он соглашается с условием, что Ричи посадит всех грязных полицейских, которых он сдаст. Они приходят к соглашению и начинается работа, в результате которой были задержаны три четверти агентства по борьбе с незаконным оборотом наркотиков Нью-Йорка.
Фрэнку Лукасу дали 70 лет тюремного заключения. Благодаря тому, что он сотрудничал с властями, а также благодаря работе самого Ричи Робертса в качестве адвоката мистера Лукаса, его срок сократился до 15 лет. Фрэнк Лукас был выпущен на свободу в 1991 году.
В финальной сцене показывают как одинокий и пожилой Фрэнк Лукас выходит из тюрьмы и никто его не встречает.
В режиссёрской версии финального эпизода, когда Лукас выходит из тюрьмы, его встречает Ричи и они вместе идут по улицам Гарлема, болтая и попивая кофе.
Фильм основан на реальных событиях, со слов самого Лукаса.

## В ролях
| Актёр                 | Роль                      |
| --------------------- | ------------------------- |
| Дензел Вашингтон      | Фрэнк Лукас               |
| Рассел Кроу           | детектив Ричи Робертс     |
| Чиветел Эджиофор      | Хью Лукас                 |
| Джош Бролин           | детектив Рено Трупо       |
| Джон Ортис            | детектив Хавьер Ривьера   |
| Лимари Надаль         | Ева                       |
| Тед Левайн            | капитан Лу Тобак          |
| Роджер Гуэнвёр Смит   | Нэйт                      |
| Джон Хоукс            | детектив Фредди Спирман   |
| RZA                   | детектив Мозес Джонс      |
| Юл Васкес             | детектив Альфонсо Абруццо |
| Кьюба Гудинг-младший  | Никки Барнс               |
| Руби Ди               | мама Лукас                |
| Карла Гуджино         | Лори Робертс              |
| Арманд Ассанте        | Доминик Каттано           |
| T.I.                  | Стиви Лукас               |
| Common                | Тёрнер Лукас              |
| Рубен Сантьяго-Хадсон | Док                       |
| Идрис Эльба           | Танго                     |
| Джо Мортон            | Чарли Уильямс             |
| Джон Полито           | Росси                     |
| Малкольм Гудвин       | Джимми Зи                 |
| Рик Янг               | Кхун Са                   |
| Кларенс Уильямс III   | Эллсуорт «Бампи» Джонсон  |
| Норман Ридус          | детектив в морге          |

## Награды и номинации
- 2008 — 2 номинации на премию «Оскар»: лучшая женская роль второго плана (Руби Ди), лучшая работа художника—постановщика (Артур Макс, Бет А. Рубино)
- 2008 — премия «Спутник» за лучший монтаж (Пьетро Скалия), а также 3 номинации: лучшая мужская роль — драма (Дензел Вашингтон), лучшая женская роль второго плана — драма (Руби Ди), лучшая песня («Do You Feel Me»)
- 2008 — 3 номинации на премию «Золотой глобус»: лучший фильм — драма, лучший режиссёр (Ридли Скотт), лучшая мужская роль — драма (Дензел Вашингтон)
- 2008 — 5 номинаций на премию BAFTA: лучший фильм (Брайан Грейзер, Ридли Скотт), лучший оригинальный сценарий (Стивен Заиллян), лучшая музыка к фильму (Марк Стрейтенфелд), лучшая операторская работа (Харрис Савидис), лучший монтаж (Пьетро Скалия)
- 2008 — премия Гильдии киноактёров США за лучшую женскую роль второго плана (Руби Ди), а также номинация за лучший актёрский состав
- 2008 — 2 номинации на премию канала MTV: лучшая мужская роль (Дензел Вашингтон), лучший злодей (Дензел Вашингтон)

## Релиз

### Домашние носители
Фильм был выпущен в формате DVD и HD DVD 19 февраля 2008 года. За первую неделю было продано 2 400 000 копий, что составило 40 600 000 долларов. Во вторую неделю продажи упали на 68 %, и составили 758 838 копий и 12 500 000 долларов. В итоге, «Гангстер» разошёлся тиражом в 4 100 000 копий, что дало прибыль в размере 67 800 000 долларов.